# Грушанка средняя
Груша́нка сре́дняя (лат. Pyrola media) — вид многолетних цветковых растений рода Грушанка (Pyrola) семейства Вересковые (Ericaceae).

## Ботаническое описание
Многолетнее растение с тонким, бурым, сильно ветвистым корневищем, несущим в узлах придаточные корни. Цветочные побеги высотой 10—33 см, несут один чешуевидный острый лист.
Листья на черешках, которые обычно длиннее пластинки, кожистые, округлые или округло-овальные, едва заметно городчатые, собраны в розетку в основании стебля, часто остаются на зиму.
Цветки собраны на концах цветоносов в кистевидные соцветия. Чашечка с яйцевидно-ланцетными, заострёнными, красноватыми долями. Венчик белый или розоватый, полураскрытый; лепестки почти округлые, длиной 6—8 мм и шириной 4,5—6 мм. Столбик немного согнут вниз и несколько выдается из венчика, окружён тычинками, с пятилопастным бугорчатым рыльцем.
Плод — коробочка длиной 4—5 мм и шириной 6,5—8 мм на цветоножках длиной 8—9, реже от 5 мм.

## Распространение и экология
В природе ареал вида охватывает всю территорию Европы, Кавказ, Западную Сибирь, западные районы Восточной Сибири и Китай (провинция Гирин и Синьцзян-Уйгурский автономный район).
Произрастает в лесах.

## Классификация

### Таксономия
Pyrola media Sw., 1804, Kongl. Vetensk. Acad. Handl. , n.s., 25: 257
Вид Грушанка средняя относится к роду Грушанка (Pyrola) подсемейства Pyroloidaea семейства Вересковые (Ericaceae) порядка Верескоцветные (Ericales). Таксономическая схема в соответствии с Системой APG IV по состоянию на декабрь 2023 года:
|  |                                      |  |                                   |                                   |                      |  | ещё 21 семейство | ещё 21 семейство  |                          |  |  |  | еще 3 рода                                                         | еще 3 рода           |  |  |
|  |                                      |  |                                   |                                   |                      |  | ещё 21 семейство | ещё 21 семейство  |                          |  |  |  | еще 3 рода                                                         | еще 3 рода           |  |  |
|  |                                      |  |                                   | порядок Верескоцветные            |                      |  |                  |                   | подсемейство Pyroloidaea |  |  |  |                                                                    | вид Грушанка средняя |  |  |
|  |                                      |  |                                   | порядок Верескоцветные            |                      |  |                  |                   | подсемейство Pyroloidaea |  |  |  |                                                                    | вид Грушанка средняя |  |  |
|  | отдел Цветковые, или Покрытосеменные |  |                                   |                                   | семейство Вересковые |  |                  |                   | род Грушанка             |  |  |  |                                                                    |                      |  |  |
|  | отдел Цветковые, или Покрытосеменные |  |                                   |                                   |                      |  |                  |                   |                          |  |  |  |                                                                    |                      |  |  |
|  |                                      |  | ещё 63 порядка цветковых растений | ещё 63 порядка цветковых растений |                      |  |                  | еще 8 подсемейств | еще 8 подсемейств        |  |  |  | еще 42 подтвержденных вида и 13 видов в статусе "неподтвержденных" |                      |  |  |
|  |                                      |  |                                   | ещё 63 порядка цветковых растений |                      |  |                  |                   | еще 8 подсемейств        |  |  |  |                                                                    |                      |  |  |

### Синонимы
- Amelia media (Sw.) Alef.
- Braxilia media (Sw.) Raf.
- Pyrola convallariifolia P.A.Genty
- Thelaia media (Sw.) Alef.